# Аустрија на Светском првенству у атлетици у дворани 2010.
Аустрија је учествовала на  13. Светском првенству у атлетици у дворани 2010. одржаном у Дохиу од 12. до 14. марта, тринаести пут, односно учествовала је на свим првенствима до данас. Репрезентацију Аустрије представљала су 3 атлетичара који су се такмичили у три дисциплине.
На овом првенству Аустрија није освојила ниједну медаљу, нити су њени представници учествовали у финалним такмичењима. Није било нових рекорда.

## Учесници
Мушкарци:
- Ријан Мозли — 60 м
- Рафаел Палич — 400 м
- Андерас Рапац — 800 м

## Резултати

### Мушкарци
| Атлетичар     | Дисциплина | Лични рекорд | Квалификација | Квалификација | Полуфинале           | Полуфинале           | Финале               | Финале       | Детаљи |
| Атлетичар     | Дисциплина | Лични рекорд | Резултат      | Место         | Резултат             | Место                | Резултат             | Место        | Детаљи |
| ------------- | ---------- | ------------ | ------------- | ------------- | -------------------- | -------------------- | -------------------- | ------------ | ------ |
| Ријан Мозли   | 60 м       | 1:47,94      | 6,76          | 1. у гр. 6 КВ | 6,71                 | 6. у пф. 3           | Није се квалификовао | 18 / 51 (52) |        |
| Клеменс Целер | 400 м      | 46,27        | 47,39         | 4 у гр. 3     | Није се квалификовао | Није се квалификовао | Није се квалификовао | 17 / 27 (29) |        |
| Андерас Рапац | 800 м      | 1:47,93      | 1:50,35       | 2. у гр. 5 КВ | 1:52,43              | 6. у пф. 2           | Није се квалификовао | 12 / 26 (27) |        |